# Kamagurka

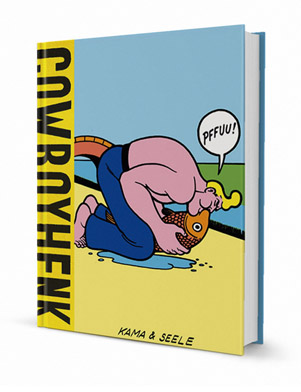
Cowboy Henk

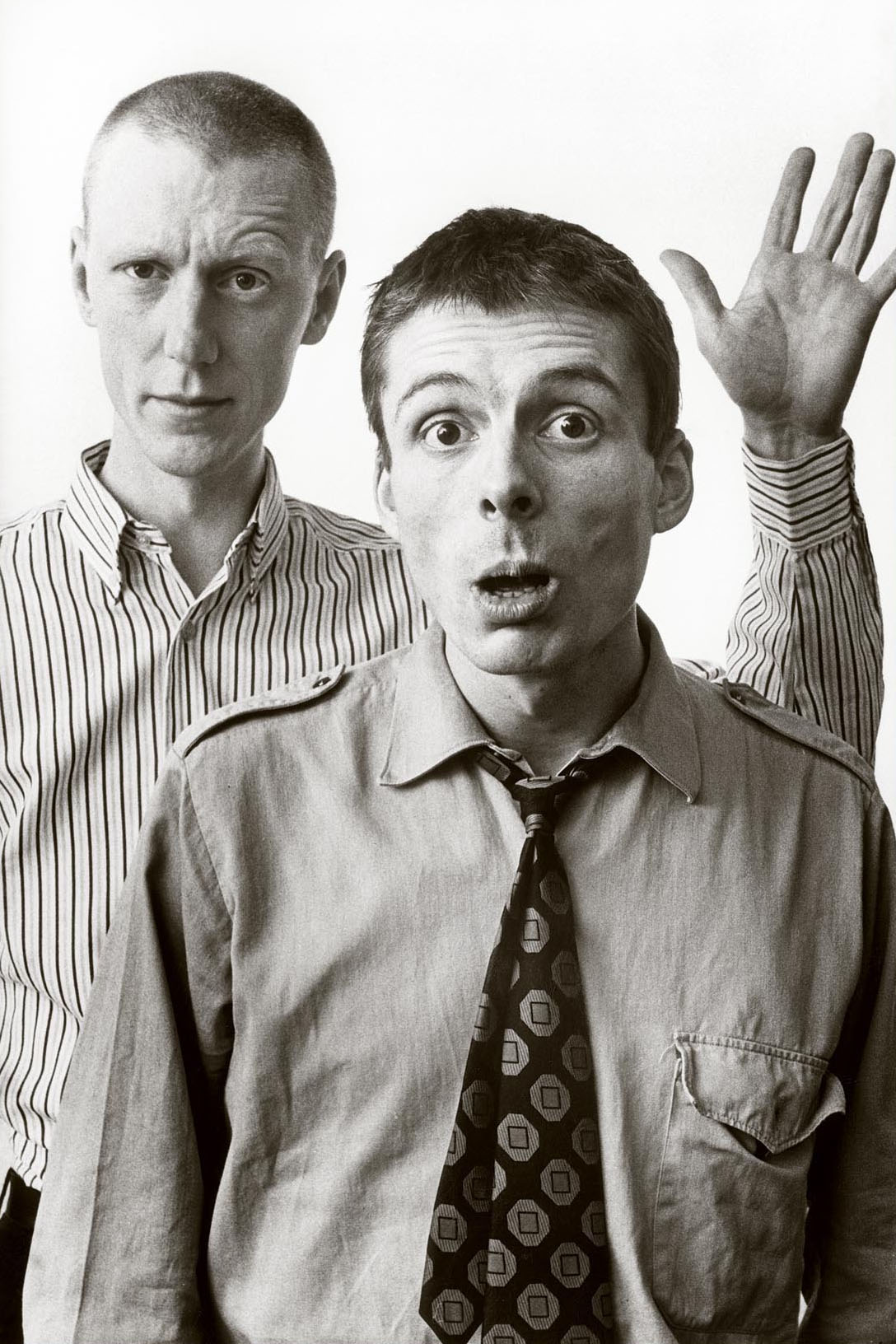
Kamagurka (rechts) en Herr Seele (1982)

Kamagurka, pseudoniem van Luc Charles Zeebroek, (Nieuwpoort, 5 mei 1956) is een Belgisch cartoonist, zanger en allround kunstenaar. Hij maakt shows voor radio, televisie en theater maar staat vooral bekend om zijn absurde cartoons in het weekblad Humo. Hij heeft weinig vaste stripfiguren, maar Bert en Bobje zijn de bekendste. Ook schrijft hij de scenario's voor Herr Seeles strip Cowboy Henk.

## Biografie
Kamagurka volgde kunstonderwijs in Brugge en ging verder studeren aan de Koninklijke Academie voor Schone Kunsten van Gent, maar behaalde er geen diploma. Hij raakte geïnspireerd door de absurde en choquerende strips en cartoons van Robert Crumb, Roland Topor en het controversiële Franse blad Hara-Kiri. Tijdens een schoolreis in Parijs besloot Kamagurka het redactiegebouw van Hara-Kiri binnen te stappen en zou er als twintigjarige tweewekelijks terugkeren om er dan drie dagen te blijven. Deze passages beschouwt hij nog steeds als zijn echte opleiding en basis voor de rest van zijn carrière.
In 1972 debuteerde hij als cartoonist in De Zeewacht. Drie jaar later werd hij met steun van Guy Mortier vaste cartoonist voor het blad Humo. In die eerste jaren ontving het blad tientallen kritische lezersbrieven waarin Kamagurka's cartoons werden aangevallen, omdat men ze niet begreep of omdat men ze te "vulgair" vond. Hierdoor werd hij een cultfiguur en een vaste waarde in het blad.
Sinds de jaren 80 maakte hij ook een aantal cartoons met Herr Seele. Samen maakten ze verschillende radio- (Studio Kafka, Kamagurkistan) en televisieshows (Lava, Johnnywood, Wees blij met wat je hebt en Bob en George) en sinds 1981 de strip Cowboy Henk, waarvoor Kamagurka de grappen bedenkt en Seele de tekeningen verzorgt. Met deze strip wonnen Herr Seele en Kamagurka in 2014 de Prix du Patrimoine op het internationaal stripfestival van Angoulême met een compilatie-album.
Kamagurka werd vaste cartoonist voor Het Laatste Nieuws en het NRC Handelsblad en maakt daarnaast ook schilderijen en theatervoorstellingen, waarmee hij door Vlaanderen en Nederland trekt. Zijn bekendste typetje is Kamiel Kafka, een in lange jas en muts met oorwarmers rondlopende man. De figuur droeg meestal absurde filosofieën en gedichten voor. Zijn bekendste uitspraak was "Dit is Kamiel Kafka, dit is Kamiel Kafka en ik ga het geen twéé keer zeggen", en aan het einde besloot hij met "Dit was Kamiel Kafka".
Hij bracht begin jaren 80 ook enkele singles uit zoals Constant Degoutant, Marjoleintje, Een klein leger, maar een dik leger (1981) en het door de openbare omroep gecensureerde Weg met Boudewijn. Leve Fabiola. Hij noemde zich en zijn begeleidingsgroepje Kamagurka en de Vlaamse Primitieven. Hij ontwierp ook zelf de hoezen. In opdracht van Raymond van het Groenewoud illustreerde Kamagurka ook de hoes van diens album Nooit meer drinken (1977) en Kamiel in België (1978). Hij tekende ook de hoes van het All Ears-album Foamy Wife Hum (2003).
In 1995-2000 presenteerde hij op Studio Brussel het radioprogramma Studio Kafka en vanaf 2002 op diezelfde zender samen met Tomas De Soete Kamagurkistan.
In 2000 bracht hij een nieuw album uit getiteld Oh Sabrina, wat heb je met mijn snor gedaan? met singles als het gelijknamige titelnummer en Nee, mijn lief: je bent niet te dik.
Vanaf 2002 leverde hij ook bijdragen aan De laatste show. In 2005 had hij ook een theaterproject met Jules Deelder: Kamadeeldra.
In het tv-seizoen 2006-2007 verzorgde hij voor Man bijt hond de rubriek "De grens".
In oktober 2009 werd bekendgemaakt dat hij deel ging uitmaken van de negenkoppige jury in het nieuwe seizoen van De Slimste Mens. In diezelfde maand werd hij bekroond op de Frankfurter Buchmesse met de speciale Bernd-Pfarr-prijs in de categorie stripverhalen. De jury beoordeelde hem als "een guerrillacartoonist die zich op humoristisch gebied begeeft waar geen mens zich voordien gewaagd heeft".

## Publicaties
- Verloren Inkt 1973 H.R.I.T.O Afdeling sierkunsten
- Appendiks 1, Appendiks 2 (1973) Appendiks 3 (1974)
- Het ruikt hier naar onzin (Kritak Leuven) 1978
- Bert maakt het gezellig (Kritak Leuven) 1979
- Het boeiende leven de sukkels (Kritak Leuven) 1980
- België Mijn vaderland (Kritak Leuven) 1981
- Folklore en Wetenschap (Kritak Leuven) 1981
- Le monde fantastique des Belges (Parijs Le square Albin Michel) 1981
- De Rimpelclub (Kritak Leuven) 1982
- Harde tijden (Kritak Leuven ) 1983
- Traité d'un humour con (Brussel Magic strip) 1983
- ça sent la connerie ici  (Brussel Magic strip) 1984
- Het geheim van het verhaal (met Herr Seele) De Harmonie Amsterdam 1985
- Das geheimnis der geschichte (Edition Moderne Zurich) 1985
- Bert intiem (Amsterdam De Harmonie) 1987
- Lava 1 en Lava 2 in 1987 en Lava 3 in 1988 (Loempia Antwerpen)
- Mieke's eerste exhibitionist (Amsterdam De Harmonie -Loempia Antwerpen) 1988
- Lava 4 Lava TV presenteert Kamagurka & Herr Seele (Amsterdam De Harmonie -Loempia Antwerpen) 1990
- Bert's brein (Amsterdam De Harmonie -Loempia Antwerpen) 1991
- Bert's Bobje (Amsterdam De Harmonie) 1991
- Writer's Block (Amsterdam De Harmonie -Loempia Antwerpen) Speciale uitgave 275 ex 1992
- Paardezweet en vogelvoer (Amsterdam De Harmonie -Loempia Antwerpen) 1992
- Bert en Bobje in 't groen (Amsterdam De Harmonie -Loempia Antwerpen) 1992
- Bert en enigzins Bobje (Amsterdam De Harmonie -Loempia Antwerpen) 1993
- Very safe sex (Amsterdam De Harmonie -Loempia Antwerpen) 1994
- Writer's block (herdruk) (Amsterdam De Harmonie -Loempia Antwerpen) 1995
- Bezige Bert (Rainbow Pockets) 1995
- Mittwoch ist meine beerdigung (Oldenburg Lappan) (Duits) 1995
- Bert begint (Rainbow Pockets) 1997
- Bert en Bobje met vakantie (Amsterdam De Harmonie Antwerpen Standaard) 1997
- Bert en Bobje in de problemen (Amsterdam De Harmonie Antwerpen Standaard) 1998
- Broodje Bert (Rainbow Pockets) 1998
- Het einde is voorbij (Amsterdam De Harmonie Antwerpen Standaard) 1998
- Jugenderrinerungen (Zurich Edition Moderne) 1998
- Beste Bert (Rainbow Pockets) 1999
- Precisieblunders (Amsterdam De Harmonie Antwerpen Standaard) 2000
- Il sont parmis nous (Grenoble Glénat) 2001
- Das war es. Sie können sich weder anziehen (Oldenburg Lappan) 2001
- Handenarbeid (Amsterdam De Harmonie Leuven Van Halewyck) 2004
- Wat een jaartje (2004) (Amsterdam De Harmonie)
- Tijdloos Kamagurka (Leuven Van Halewyck) 2005
- Kama's grote zakboek (Humo) 2005
- Wat een jaartje 2 (2005) (Amsterdam De Harmonie)
- Wat een jaartje 3 (2006) (Amsterdam De Harmonie)
- Operatie geslaagd, patiënt overleden (Amsterdam De Harmonie Leuven Van Halewyck) 2006
- Het boek van Bert (Amsterdam De Harmonie Leuven Van Halewyck) 2007
- Wat een jaartje 4 (2007) (Amsterdam De Harmonie)
- Wat een jaartje 5 (2008)  (Amsterdam De Harmonie)
- Wat een jaartje 6 (2009) (Amsterdam De Harmonie)
- Wat een jaartje 7 (2010) (Amsterdam De Harmonie)
- Bassie & Mondriaan (Amsterdam De Harmonie) 2010
- The holy kama (Amsterdam De Harmonie) 2011
- Dikke Billie Walter (met Herr Seele) (Antwerpen De Bezig Bij ) 2012
- De terugkeer van Bert en Bobtje (Antwerpen De Bezig Bij) 2013
- Bert et Bobbie (Parijs les cahiers dessinée) 2013
- L' angoisse de la page blanche (Parijs Wombat) 2013
- Kamacorona 2021
- Dat waren nog eens tijden 2023
- Harold Hamesma Dorstman & Dorstman 2024
- Cowboy Henk

## Schilderkunst

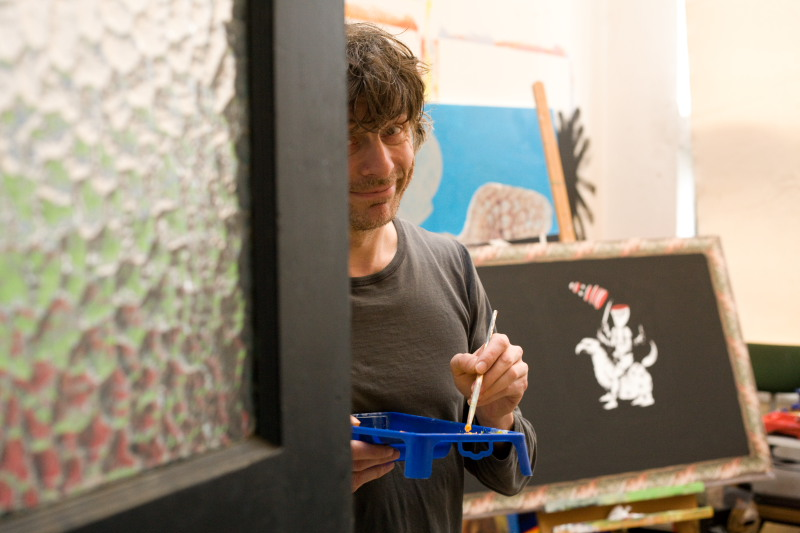
Aan het werk voor Kamalmanak

In 2008 ondernam Kamagurka een project genaamd Kamalmanak, waarbij hij iedere dag een schilderij schilderde, in totaal dus 366 schilderijen, want 2008 was een schrikkeljaar. Het is tevens de titel van het boek waarin deze werken staan afgebeeld. Het project werd gesponsord door de zakenman Marc Coucke, lid van de raad van bestuur van het bedrijf Omega Pharma. Coucke is een kunstliefhebber en een groot bewonderaar van Luc Zeebroek. In deze schilderijen probeerde Kamagurka de werkelijkheid te bekijken met een gezonde dosis absurde humor. Hij haalde zijn inspiratie bij diverse kunststromingen, zoals het kubisme en popart. Hij had hiermee de bedoeling een internationale doorbraak te maken.
Hij bleef hierna verder schilderen in dezelfde trant, maar met dit verschil dat hij elke dag schilderde en niet meer elke dag een schilderij maakte. Hij maakte een reeks die hij "Veluxart" noemde, omdat het behandelde thema zich telkens nabij een dakraam bevond. Hij schilderde een aantal stripfiguren (Kuifje, Smurf, Batman) of tekenfilmfiguren (Mickey Mouse, Goofy, Popeye, Fred Flintstone, Meneer de Uil) in een stijl die hij Neokubisme noemde. Hierbij probeerde hij zich voor te stellen hoe Picasso, Georges Braque of Juan Gris die onderwerpen zouden behandeld hebben.
Een andere richting die hij beoefende noemde hij het "accidentalisme". Hij maakte een portret van een onbekend persoon, zoals hij die met zijn "geestesoog" zag. Daarna vroeg hij op de televisie wie hierop geleek en, eigenaardig genoeg, was er wel telkens iemand die de gelijkenis kon bevestigen per foto.
Een andere reeks noemde hij de "Spiegeleipaintings": een kip boven op de dooier van een spiegelei. Hij werkte dit thema verder uit en verving de kip door bijvoorbeeld de drie kruisen op de Golgotha of door een ander spiegelei.
Zijn kunst gaat werkelijk alle kanten op, zoals een staatsieportret van Koningin Beatrix met stoppelbaard. Want, volgens de kunstenaar, "als je lang genoeg wacht wordt een koningin vanzelf een koning". In andere schilderijen geeft hij een knipoog naar Piet Mondriaan of Peter Paul Rubens of verwerkt hij het thema van een ander schilder tot een origineel thema in eigen werk, zoals Le déjeuner sur l'herbe van Édouard Manet tot Déjeuner sous l'herbe.

## Televisie
- Sfeervol Bullshitten (1982) met Herr Seele
- Kamagurka en Herr Seele (1985-1986) met Herr Seele
- Johnnywood (BRTN, 1990)
- Lava (TV1 en VPRO, 1989-1991) met Herr Seele
- Wees Blij Met Wat Je Hebt (VPRO, 1996-1997) met Gunter Lamoot
- Bob en George (TV2 en VPRO, 1998) met Herr Seele
- Geen Commentaar (rubriek in De laatste show op Eén) (2004-2006)
- De Grens (rubriek in Man bijt hond op Eén) (2006-2007)
- Uitzonderlijk vervoer (2013 op VIER)
- Rubriek in De Afspraak (2015, Canvas)[4]

## Radio
- Studio Kafka (Studio Brussel) met Gunter Lamoot, Bart Vanneste (Freddy De Vadder), Piet De Praitere (1995-2000)
- Kamagurkistan (Studio Brussel) met Tomas De Soete (2002)

## Theater en stand-up

### België
- De Baardvrouwen (1995) (toneelstuk) Speeltheater Gent
- Tante Euthanasie gaat achteruit (1994) (toneelstuk) NTG, Gent
- Mario, ga eens opendoen, er wordt gebeld (1992) (toneelstuk) NTG, Gent
- 120 kg Kamagurka en Herr Seele met Herr Seele
- Kamiel Kafka's Worldtour (1996-1997) met Herr Seele
- Kafka Kletst (1997-1998) met Herr Seele
- It's Showtime (1998-1999) met Herr Seele
- Groot Onderhoud en Nieuwe Banden (2000-2001) met Herr Seele
- Kama solo (2001)
- Een stroom van Tettergat (2003)
- Kamadeeldra (2005) met Jules Deelder
- Welkom in Kamagurkistan (2006) met Johan Desmet
- Met Kama aan zee (2007)
- Op en top (2009)
- Kamagurka geneest (2009-2010) met Lies Lefever
- Sprook (2014)
- HAHAHA (2017)

### Nederland
- Kama Komt! (theatertour vanaf najaar 2001)
- Kama in Concert (Amsterdam, 2000)
- Kamagurka geneest (2010) met Lies Lefever
- Sprook (2013)
- Vliegangst op de pechstrook (2015-2016)

## Tentoonstellingen
- 1991: Schilderijen bij Galerie Coppens in Brussel (B)
- 1993: Schilderijen, tekeningen en gouaches in galerie Beeldspraak in Amsterdam (NL)
- 1994: Schilderijen en tekening bij Galerie Coppens in Brussel (B)
- 1997: "Kamagurka Komt!" in Plaatsmaken te Arnhem (NL)
- 1998: Paintings and silk screen prints in Croxhapox in Gent (B)
- 2002: "Tour de Trance" in het Stedelijk Museum in Amsterdam (NL)
- 2002: "Tour de Trance" in galerie De Zwarte Panter in Antwerpen (B)
- 2004: allround exhibition in galerie Dijkstra in Waalwijk (NL)
- 2005: "Luc Zeebroek. Geschilderd" in De Zwarte Panter in Antwerp (B)
- 2006: Beaufort 2006 Triënnale aan de Belgische kust (B)
- 2007: "Lof Der Zotheid" in C.C. Corrosia in Almere, (NL)
- 2008: Galerie 9Punt9 te Roeselare (B)
- 2008: schilderij op een windmolen van C-Power op de tornthon bank Zeebrugge (B)
- 2008: “It’s not only Rock&Roll Baby” te Bozar in Brussel (B)
- 2008: “Power to the People” Aeroplastics galerie in Brussel (B)
- 2009: Galerie Kurant te Tromso, (NOOR)
- 2009: "Accidentalisme" in het Cobra Museum en de Keizer Karel Galerie in Amstelveen (NL)
- 2009: "Kamalmanak" in de Guy Pieters Galerie in Sint-Martens-Latem (B)
- 2010: "De Gevolgen van de Kamalmanak" in het Jan van der Togt Museum in Amstelveen (NL)
- 2010: "Helden" ("Heroes") in de Guy Pieters Galerie in Knokke (B)
- 2010: "Accidentalisme" in het Rathaus Schöneberg in Berlijn (D)
- 2010/2011: "Dakraamkunst" in het Daglicht Advies Centrum van VELUX (NL)
- 2011: "24 hours iPad-performance" in het Stedelijk Museum van Amsterdam (NL)
- 2011: "Lazy Landscapes" in de Guy Pieters Galerie in Knokke (B)
- 2011: allround exhibition in de Eastmen Galerie in Hasselt (B)
- 2012: "Kamarama" in Brugge (B)
- 2012: "Kruisweg" in het Kruisherenhotel en twee overzichtstentoonstellingen in de Galerie Dis en High Culture Galerie in Maastricht (NL)
- 2013: "Quatre-mains" in de galerie De Zwarte Panter in Antwerpen (B)
- 2013: "Kunstwild" in de Guy Pieters Galerie in Sint-Martens-Latem (B)
- 2013/2014: "Kamagurka's Elftal" in Piet Hein Eek in Eindhoven (NL)
- 2013/2014: "De Loerende Lijn" in de Galerie Ne9enpuntne9en in Roeselare (B)
- 2014: "KamaBades Grote We Hebben Alles Te Verliezen Show" in het Cobra Museum in Amstelveen (NL)
- 2014/2015: "How to become a German" - overzichtstentoonstelling in het Caricatura Museum für Komische Kunst in Frankfurt (D)
- 2015: "Kamagurka en Herr Seele tegen de muur" - quatre-mains schilderijen en tekeningen in Galerie De Zwarte Panter in Antwerpen (B)
- 2017: "Opgepast werken ǃ", ruime tentoonstelling in de Venetiaanse Gaanderijen, Oostende (B)
- 2018: "Kamagurkistan. Voorbij de grenzen van de ernst", overzichtstentoonstelling in het Noordbrabants Museum in 's-Hertogenbosch (NL)
- 2021-2022: “Kamafront”, Kamagurka viert zijn 65ste verjaardag met deze tentoonstelling in Westfront, Nieuwpoort (B). De oud-Nieuwpoortenaar kijkt in 65 portretten van ontmoetingen met mensen naar zijn verleden en het heden in de stad.

## Privéleven
Kamagurka is twee keer getrouwd. Met zijn eerste vrouw heeft hij een zoon en dochter, Boris en Sarah Yu Zeebroek. Hun moeder is overleden. Uit een andere relatie heeft hij een dochter Aurelie Zeebroek. In 2011 hertrouwde Kamagurka met Kathy Van de Geuchte.

## Erkenning
- 1978: Beste Tekenaar in Humo's Pop Poll en bleef dit onafgebroken tot hij in 2010 onttroond werd door Jonas Geirnaert en eindigde op nr. 4 in de top 10.
- 1978: Louis Paul Boonprijs
- 1978: Torhoutse Stripgidsprijs (voorloper van de Bronzen Adhemar)
- 1979: in het Nero-album De smaragdgroene pletskop duikt een kolonel op met de naam Kamagurka (strook 71).
- 1985: Geuzenprijs
- 1993: Nederlandse Stripschapprijs
- 2001: Press Cartoon Belgium
- 2003: De groep Osdorp Posse samplede een stukje van Kamagurka's Kamiel Kafka voor de track Sam Sam op hun album Tegenstrijd.
- 2009: Bernd Pfarr Sonderpreis
- 2021: Inktspotprijs

## Trivia
- Sinds zijn jeugdjaren is Kamagurka supporter van KV Oostende, alwaar hij in de raad van bestuur zetelt. In maart 2009 werd hem een stadionverbod van drie maanden opgelegd omdat hij het speelveld betrad na de wedstrijd tegen Oud-Heverlee Leuven.
- Zijn werk heeft diverse doelen gediend: tekeningen op bierblikjes (Humo), op suikerklontjes (Humo), op champagnecapsules (zie Allcaps), dozen voor pizza, bierviltjes, postkaarten (o.a. uitgegeven door De Schaar Gent), affiches, onder andere van de theatervoorstellingen en voor Hasselt.